# Simon Cornelis Dik
Simon Cornelis Dik (6 de setembre de 1940, Delden - 1 de març de 1995, Holysloot) fou un lingüista neerlandès, famós per desenvolupar una teoria de la gramàtica funcional.
Ocupà la càtedra de lingüística general a la Universitat d'Amsterdam entre el 1969 i el 1994. Durant 25 anys desenvolupà la teoria de la gramàtica funcional a partir del 1968. La segona part de la seva obra The Theory of Functional Grammar es publicà pòstuma el 1997. Segons la seva visió, la gramàtica és conceptualitzada com un instrument d'interacció social entre éssers humans, amb la fi d'establir relacions comunicatives. Hi ha un èmfasi particular en l'ús, les funcions comunicatives i el context social del llenguatge, i en això difereix substancialment d'altres aproximacions formals al fet lingüístic, com la Gramàtica Generativa de Noam Chomsky. La seva teoria rebé aportacions importants de la Gramàtica Sistèmica Funcional de Michael Halliday, així com de Talmy Givón.

## Obres
- The Theory of Functional Grammar (Part I: The Structure of the clause), 1989 ISBN 90-6765-432-9
- The Theory of Functional Grammar (Part II: Complex and Derived Constructions), 1997 ISBN 3-11-015404-8 (pt.I); ISBN 3-11-015403-X (pt.I paperback); ISBN 3-11-015406-4 (pt. II); ISBN 3-11-015405-6 (pt. II paperback)